# 新阿斯特拉罕

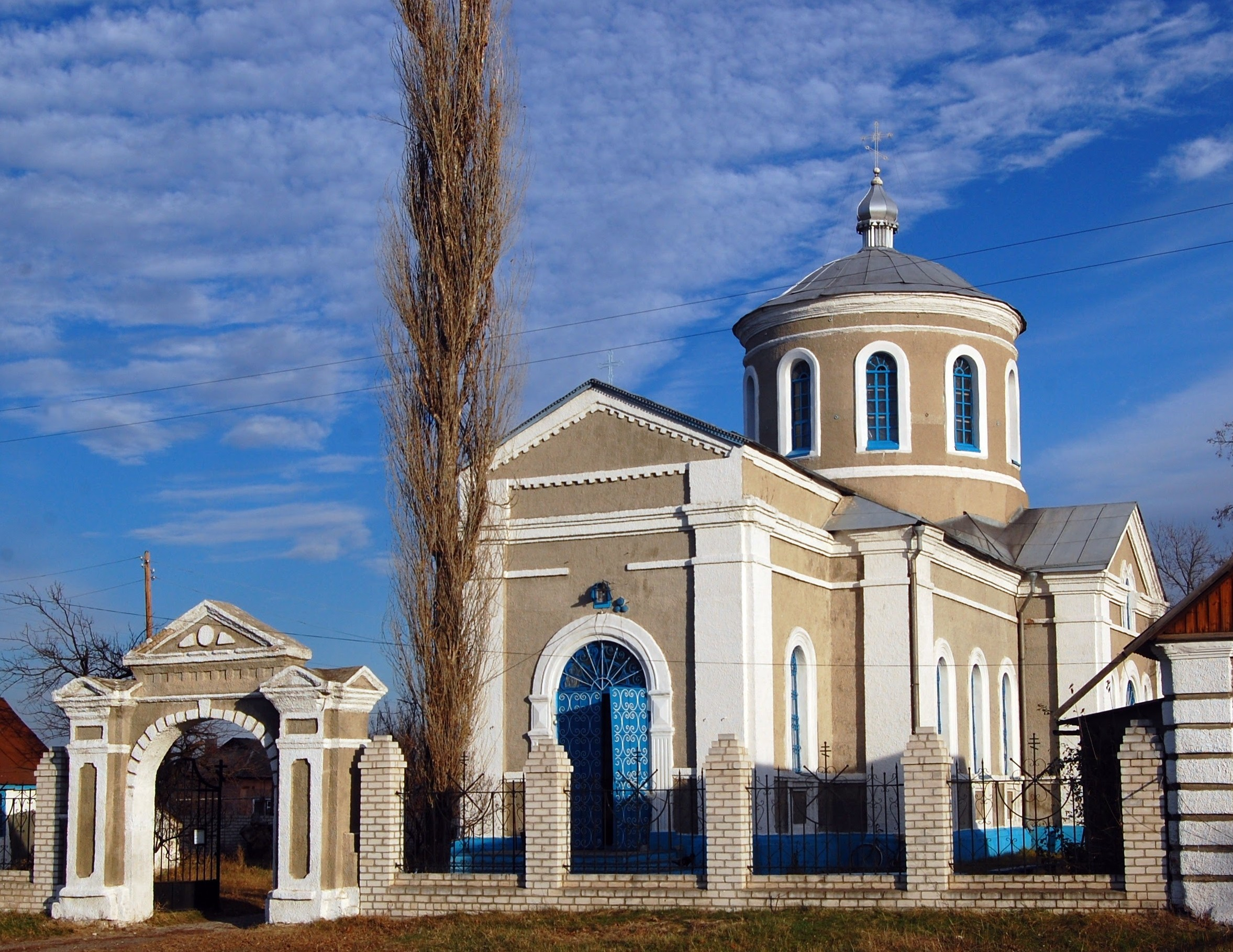
教堂

胡济伊夫卡（烏克蘭語：Гузіївка），2024年9月前名为新阿斯特拉罕（烏克蘭語：Нова Астрахань），是位於烏克蘭東部的村莊，由盧甘斯克州北頓涅茨克區的北頓涅茨克市鎮負責管轄。該村始建於1787年，面積9.35平方公里，海拔高度77米，2001年人口2,052，人口密度每平方公里219.5人。
2024年9月19日，乌克兰最高拉达将此村名字改为胡济伊夫卡。